# 莫菲 (愛達荷州)
莫菲（英語：Murphy）是一個位於美國愛達荷州奧懷希縣的城市。根據2010年美國人口普查，該地人口為97人，而該地的面積約為9.94平方千米。同時該地也是奧懷希縣的縣治。

## 地理
莫菲的座標為43°13′06″N 116°33′08″W / 43.21833°N 116.55222°W，而該地的平均海拔高度為860米（即2820英尺）。